# Jyothika Sri Dandi
Jyothika Sri Dandi (* 16. Juli 2000) ist eine indische Sprinterin, die sich auf den 400-Meter-Lauf spezialisiert hat.

## Sportliche Laufbahn
Erste internationale Erfahrungen sammelte Jyothika Sri Dandi im Jahr 2017, als sie bei den Jugendasienmeisterschaften in Bangkok in 56,57 s den vierten Platz im 400-Meter-Lauf belegte und mit der indischen Sprintstaffel (1000 Meter) mit 2:17,36 min ebenfalls auf Rang vier gelangte. Anschließend schied sie bei den U18-Weltmeisterschaften in Nairobi mit 57,15 s in der ersten Runde über 400 Meter aus und verpasste mit der Mixed-Staffel über 4-mal 400 Meter mit 3:34,02 min den Finaleinzug. 2023 gewann sie bei den Asienmeisterschaften in Bangkok mit der Frauenstaffel in 3:33,73 min gemeinsam mit Rezoana Mallick Heena, Aishwarya Mishra und Subha Venkatesan die Bronzemedaille hinter den Teams aus Vietnam und Sri Lanka. Bei den World Athletics Relays 2024 auf den Bahamas sicherte sie der 4-mal-400-Meter-Staffel einen Startplatz für die Olympischen Spiele in Paris und verpasste mit der Mixed-Staffel eine Direktqualifikation. In Paris schied sie mit 3:32,51 min im Vorlauf aus.
In den Jahren 2022 und 204 wurde Dandi indische Meisterin in der Mixed-Staffel über 4-mal 400 Meter.

## Persönliche Bestleistungen
- 400 Meter: 51,53 s, 12. Juni 2024 in Bengaluru